# Ålidhem

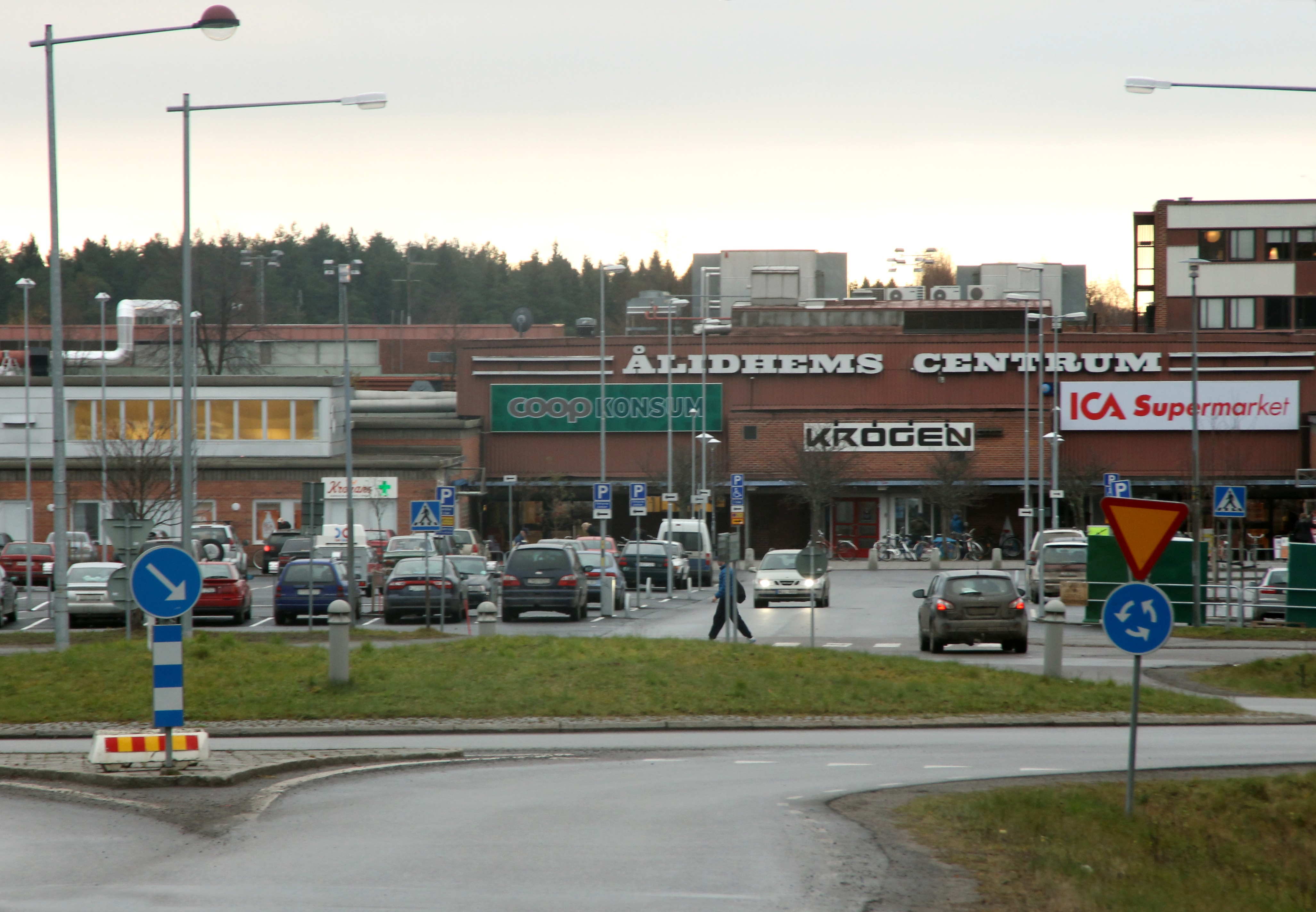
Ålidhem C

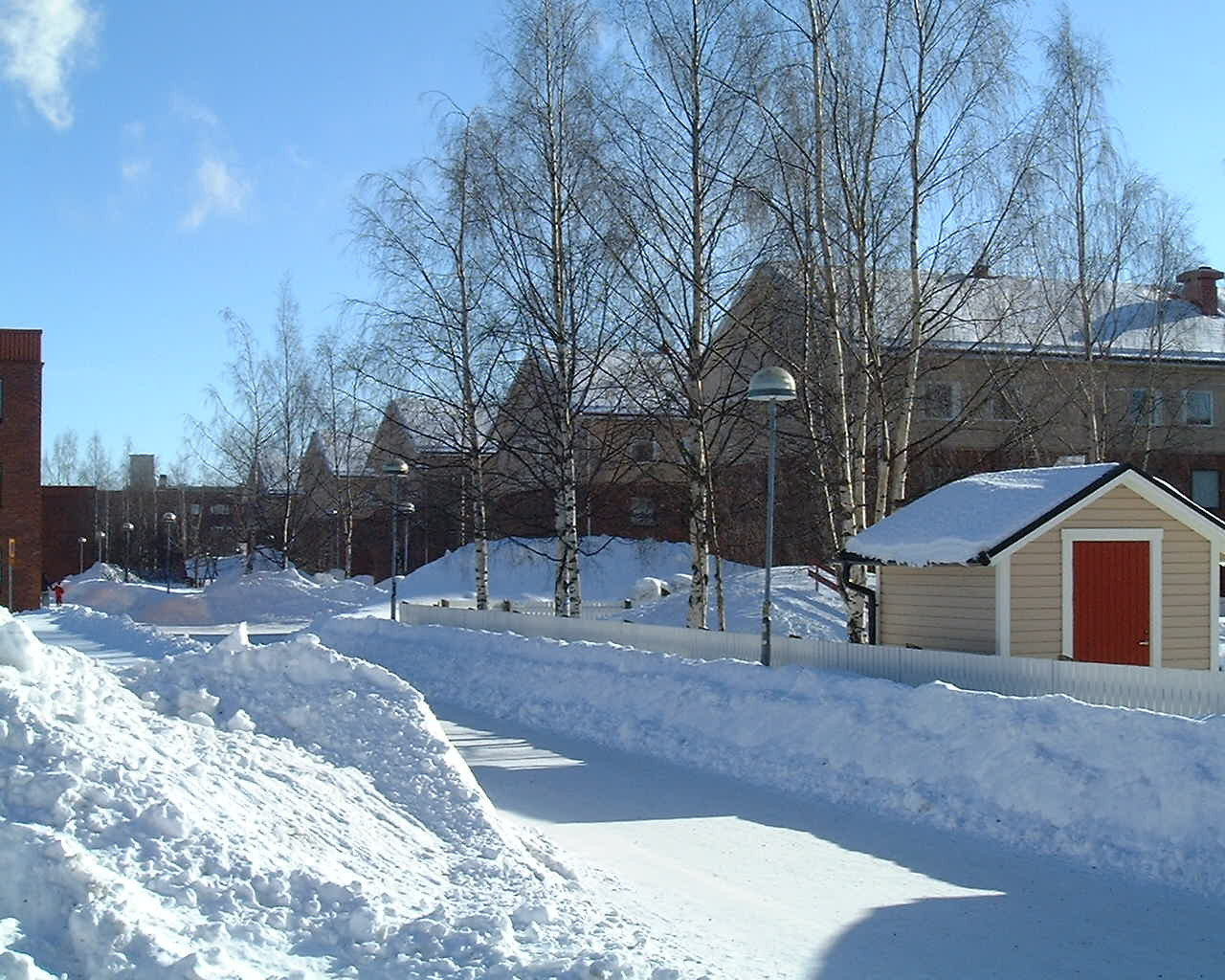
Die Straße Historiegränd in Ålidhem.

Ålidhem ist ein Wohngebiet in der schwedischen Stadt Umeå ganz in der Nähe der Universität Umeå und des Universitätskrankenhauses. Hier leben vor allem Studenten.

## Geschichte
Ålidhem wurde im Rahmen des Millionenprogramms erbaut. 
In Ålidhem befindet sich der Fysikgränd, wo Studenten jährlich Ende Mai während der Brännbollsyran wild feiern. Während der 1970er-Jahre wurde das Gebiet im Volksmund als Röda Ålidhem („rotes Ålidhem“) bezeichnet, da es dort zu großen  Demonstrationen mit sozialistischen Sympathisanten kam. 
Alle Wege und Straßen in Ålidhem sind mit Begriffen aus dem akademischen Umfeld bezeichnet. Beispiele hierfür sind Matematikgränd, Geografigränd, Kandidatvägen, Språkgränd, Laboratorvägen, Magistervägen, Stipendiegränd oder Historiegränd.
Koordinaten: 63° 48′ N, 20° 19′ O